# مؤشر جلايسيمي

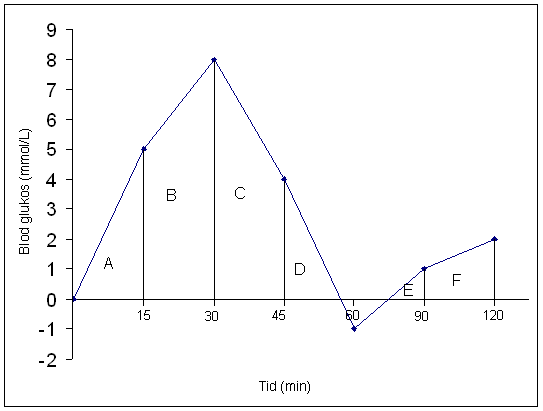
رسم بياني يوضح تغير نسبة السكر في الدم خلال يوم واحد مع ثلاث وجبات.

المؤشر الجلايسيمي (بالإنجليزية: Glycemic index)‏ أو مؤشر نسبة السكر في الدم ويرمز له بالرمز GI، هو تصنيف للكربوهيدرات على مقياس من 0 ل 100 بناء على مدى ارتفاع سكر الدم بعد تناولها. (100 هو مؤشر سكر الجلوكوز)، فالكربوهيدرات التي تتحلل بسرعة أثناء عملية الهضم وتعطي الجلوكوز للدم بشكل سريع لديها مؤشر جلايسيمي مرتفع اما الكربوهيدرات التي تتحلل ببطء وتطلق الجلوكوز بشكل تدريجي للدم تسمى كربوهيدرات ذات مؤشر جلايسيمي منخفض.

## أمثلة
الجدول التالي يبين المؤشر الجلايسيمي للاطعمة بشكل مختصر:
- مؤشر جلايسيمي منخفض (55 أو اقل): شعير، الجاودار، حمص حب، فاصوليا بيضاء، فاصوليا حمراء، عدس، فستق، فول الصويا، تفاح، جريب فروت، خوخ، دراق، حليب، لبن، سكر الفركتوز (سكر الفاكهة).
- مؤشر جلايسيمي متوسط (56 إلى 69):المعكرونة، برغل، أرز، قمح، بازلاء، عنب، برتقال، لبن، ايس كريم، كسترد، سكر اللاكتوز، البطاطا الحلوة.
- مؤشر جلايسيمي مرتفع (70 فأكثر):الخبز الأبيض، خبز الجاودار، الحنطة السوداء، الدخن، الارز، الذرة، بوشار، الفاصوليا المعلبة، حبوب الإفطار، موز، عصير برتقال، اجاص، زبيب، اناناس، بطيخ، البطاطا، العسل، سكر الجلوكوز، سكر المالتوز (سكر الشعير)، سكر المائدة، البسكويت، الكوكيز.

من المهم جدا معرفة المؤشر الجلايسيمي للمهتمين بتناول غذاء صحي وللذين يعانون من أمراض كالبدانة والسكري ولكن يجب الانتباه لشئ مهم وهو ضرورة التعرف على طبيعة أنواع معينة من الغذاء حتى لا يكون المؤشر الجلايسيمي مضللا فمثلا المؤشر الجلايسيمي للفستق السوداني منخفض مع انه مصدر غني بالسعرات الحرارية والعكس صحيح بالنسبة للبطيخ فالمؤشر الجلايسيمي له مرتفع الا انه لا يعطي سعرات حرارية عالية لاحتوائه على نسبة عالية من الماء والألياف الغذائية.
يجدر التنويه هنا إلى أن 5 % من الاطعمة فقط تم حساب المؤشر المؤشر الجلايسيمي لها ولذلك فانه من الصعب الاعتماد عليه كليا في تنظيم مستوى الجلوكوز في الدم لمرضى البدانة والسكري ولكنه اداة جيدة عندما يتم استخدامه بجانب حساب الكربوهيدرات في الغذاء.

## الوقاية من الأمراض
أظهرت بعض الدراسات أن الأشخاص الذين يتّبعون نظام غذائي منخفض المؤشر الجلايسيمي على مدى سنوات عديدة هم أقل عرضة للإصابة بمرض السكري من النوع الثاني وأمراض القلب التاجية من غيرهم. إن ارتفاع مستوى السكر في الدم أو الارتفاع الفوري والمتكرّر بعد الوجبات قد يعزّز هذه الأمراض عن طريق زيادة الأكسدة في الأوعية الدموية وأيضاً من خلال الزيادة في مستويات الأنسولين.
إن جمعية السكري الأميريكية تدعم المؤشر الجلايسيمي ولكن تحذّر من أن مجموع الكربوهيدرات في الطعام ما زال المؤشر الأقوى والأكثر أهمية وأن كل شخص يجب أن يعتمد على أسلوب مخصص يكون الأفضل له.